# バルト・フィン諸語
バルト・フィン諸語（バルト・フィンしょご）はウラル語族フィン・ウゴル語派に含まれる言語群。単にフィン諸語と呼ぶこともある。スカンジナビア東部、バルト海東岸、ロシア北西部で話される。主要な言語としてはフィンランド語、エストニア語がある。現在の話者は7百万人ほど。ロシア領内イングリア地方の少数民族の言語も含まれ、特にリヴォニア語は母語話者が死去、ヴォート語の話者も100人足らずとなり、危機に瀕している。ロシア語が拡がる前はこの地方一帯の土着言語であったと思われる。

## 特徴
ウラル語族の他の言語と同様に基本的には膠着語であり、動詞や名詞に接尾辞が膠着することで変化する。しかしバルト・フィン諸語では膠着に伴い、語幹の子音が変化する「子音階梯交替」が発達している。その結果、厳密な意味においては屈折語に近づいている。また母音調和があるが、リヴォニア語、エストニア語、ヴェプス語では衰退している。音韻論的には長母音・二重母音が発達している。

## 分類
およそ次の言語に分けられる。ただし中間的な方言などもあり、厳密な区分ではない。
- フィンランド語
- カレリア語
- ヴォート語
- ヴェプス語
- エストニア語
  - ヴォロ語　（一般的にはエストニア語の方言とされる）
- リヴォニア語
- イングリア語

バルト・フィン諸語は上位分類として、フィン・サーミ諸語（サーミ語を含む）、フィン・ヴォルガ諸語、さらにフィン・ペルム諸語に入れられる。ただしこれらの分類についてはいずれも議論が多く、系統的分類（語派）とは言えない。